# Cédric Lyard
Cédric Lyard (Grenoble, 22 de janeiro de 1972) é um ginete de elite francês. campeão olímpico do CCE por equipes. 

## Carreira
Cédric Lyard representou seu país nos Jogos Olímpicos de 2004, na qual conquistou no CCE por equipes a medalha de ouro, em 2004. 